# Ospedale psichiatrico (Rovigo)
L'ospedale psichiatrico Re Vittorio Emanuele III, fu una struttura ospedaliera destinata alla degenza di malati con problemi psichiatrici sito a Granzette, frazione del comune di Rovigo, rimasto attivo per gran parte del XX secolo.
Il 29 novembre 1929, venne inaugurato l'ospedale psichiatrico di Rovigo, dopo vent'anni dall'avvio della costruzione. Dalla capacità di 320 posti letto, fu dedicato al "Re Vittorio Emanuele III".
I malati vennero ricoverati solo a partire dal 20 marzo 1930 e provenivano da tutti gli ospedali civili della provincia di Rovigo. Nel giro di tre mesi vennero accolti 350 alienati e dal 1980 non vennero effettuati altri ricoveri. Nel 1995, alla chiusura dell'ospedale, i pazienti vennero trasferiti in altre sedi.

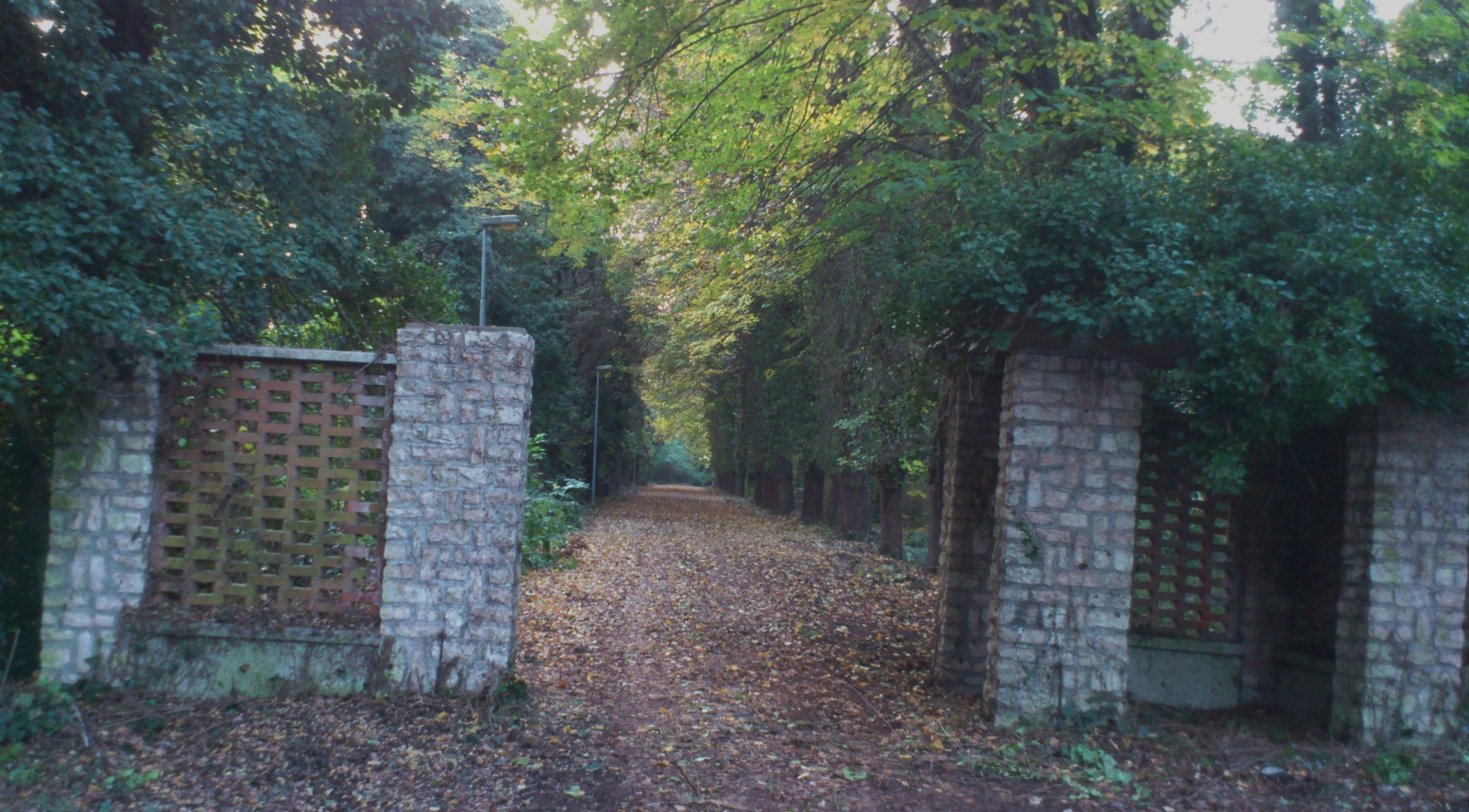
Una delle entrate della struttura

## Storia

### Le origini

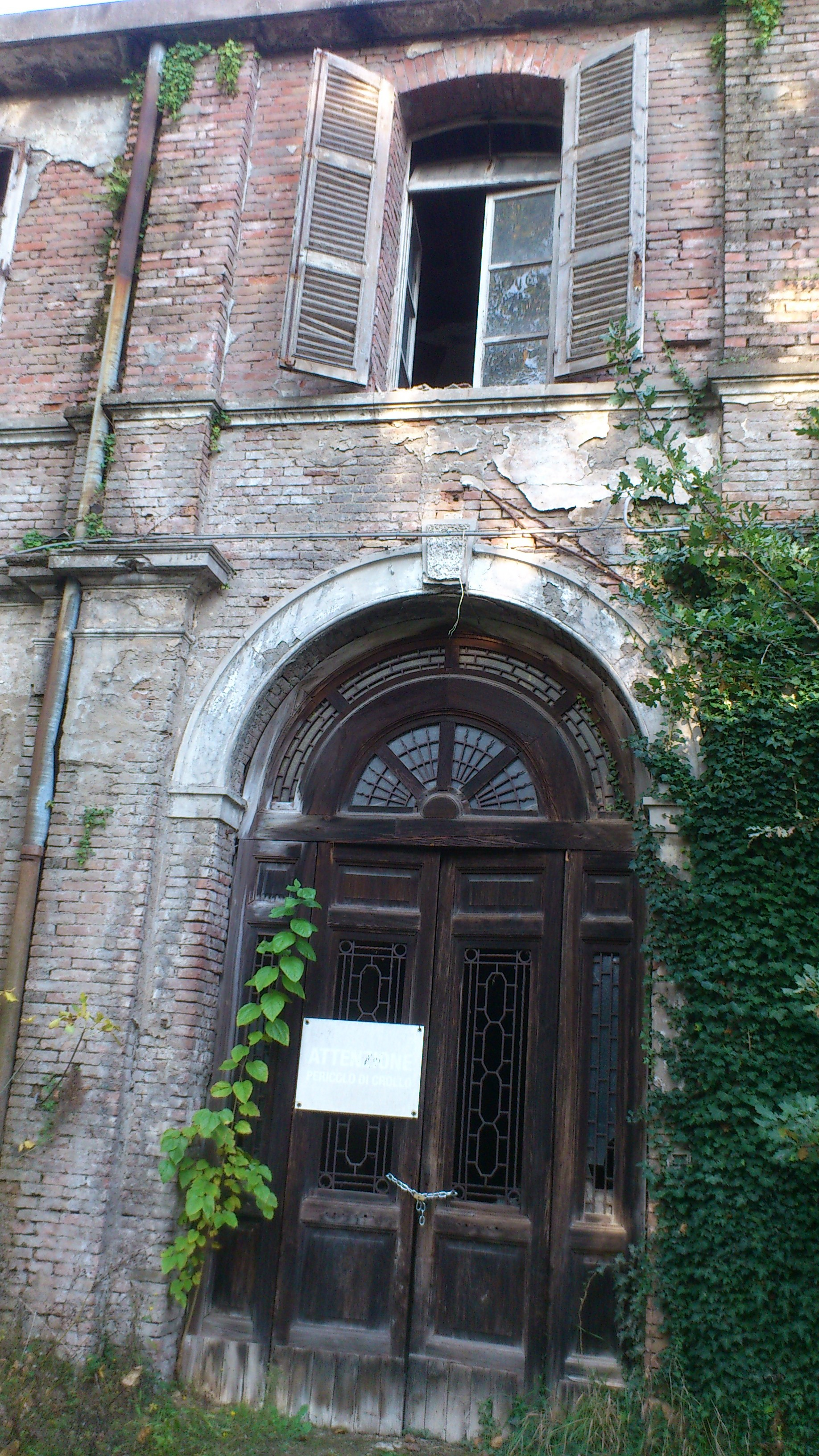
Padiglione uomini

Il dott. Pietro Oliva abbozzò il primo progetto per la costruzione dell'ospedale nel 1897, ma a causa dell'eccessivo costo, il progetto non fu approvato. L'anno seguente il sindaco Alessandro Campo propose un progetto più economico ma quest'ultimo non venne approvato dalla nuova istituzione Vanzetti.
Il 26 febbraio 1904, il consigliere Enrico Berti, nella seduta del consiglio provinciale, affermò che era necessaria la costruzione del manicomio a causa dell'incremento di alienati nell'ospedale civile di Rovigo. La costruzione della struttura venne discussa il 25 Maggio 1906 e un anno dopo, iniziarono i lavori.
Il 18 aprile 1910 ci fu un'altra seduta nella quale venne discussa la possibilità di annullare il progetto, ma venne concordata la continuazione dei lavori. Durante la prima guerra mondiale alcuni padiglioni della struttura vennero utilizzati come sede provvisoria di un gruppo di artiglieria dell’esercito (13 Novembre 1914) e successivamente altri padiglioni vennero utilizzati come ospedale da campo. Con la fine della guerra l’area era in uno stato di rovina, inoltre l'esercito non ristrutturò gli immobili e questo causò un ulteriore degradamento della struttura. La costruzione dell’ospedale venne ignorata per anni fino al 1925, quando venne riproposta nel consiglio provinciale.

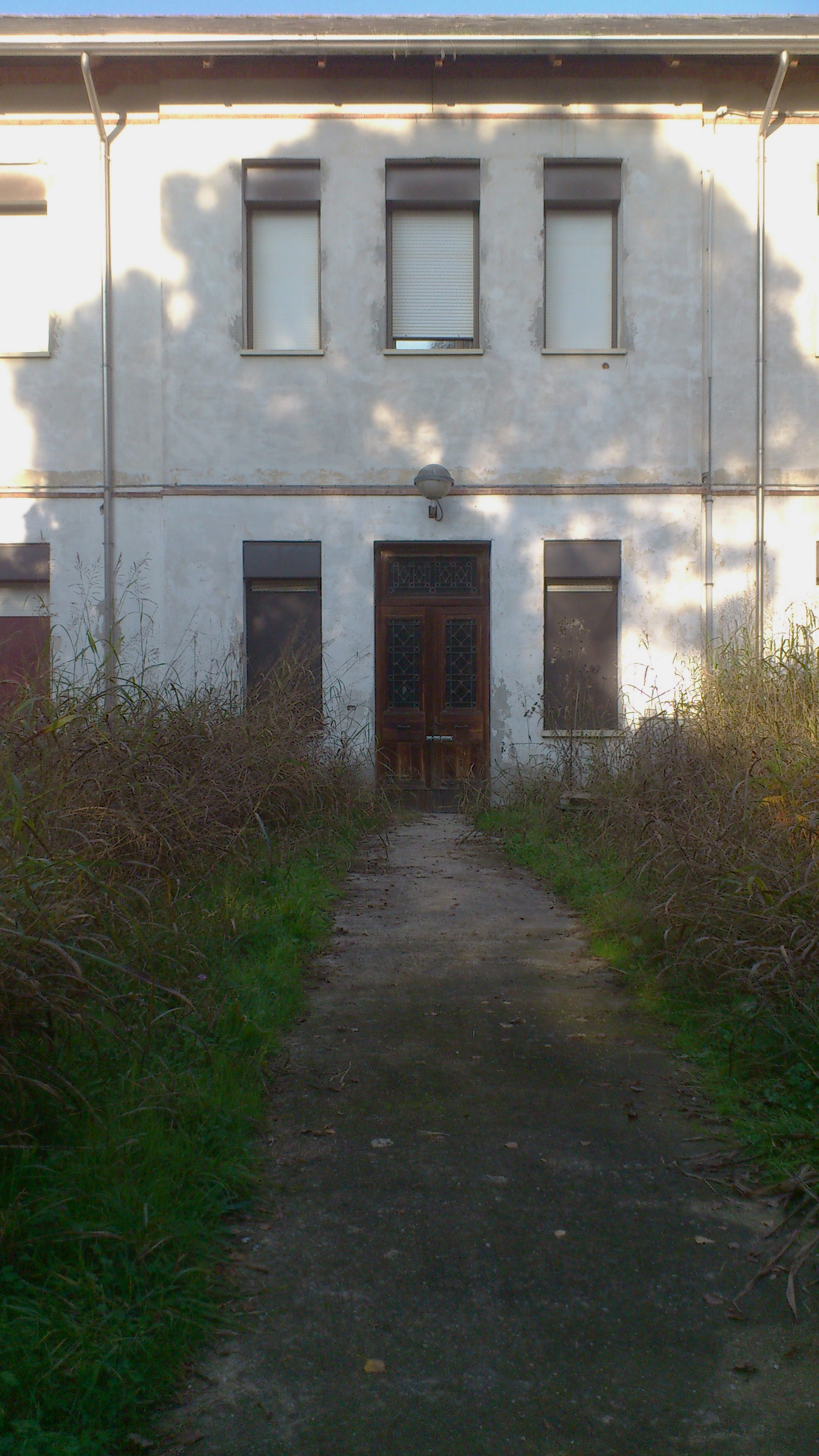
Padiglione donne

### Gli anni 1940-45
Durante la seconda guerra mondiale, l'ospedale fu afflitto da un'importante crisi causata da problemi economici e la mancanza di personale. Negli anni a seguire il 1943 la situazione si fece critica, arrivando a contare un solo medico e pochissimi infermieri per tutta la struttura. L'apice della crisi si ebbe nel Giugno 1945, quando il tasso di mortalità raggiunse il 12,54%, dovuto alle situazioni mediche precarie e a problemi generali dell'istituto (mancanze alimentari e mancanza di apparecchi sanitari).

### Il primo dopoguerra
Nel primo dopoguerra la crisi era ancora evidente poiché non erano stati risolti i problemi accumulati durante la guerra. Fino al 1949 vennero assunti 33 infermieri e 51 persone impiegate nei servizi generali, ma l'Amministrazione Generale vietò di assumere altro personale per diminuire le spese. Inoltre, a peggiorare la situazione fu l'alluvione del 1951 in Polesine, a seguito della quale la provincia fu costretta a trasferire i ricoverati in altre strutture.

### 1952-1955
Nel 1952 l'amministrazione provinciale decise di risanare e modernizzare la struttura. Vennero rinnovati gli uffici, gli alloggi dei medici di servizio e i reparti maschili ampliando i posti letto, inoltre si stava creando un reparto neurologico (messo poi in funzione il 13 Agosto 1964). Nonostante questa modernizzazione, i reparti femminili non vennero rinnovati.

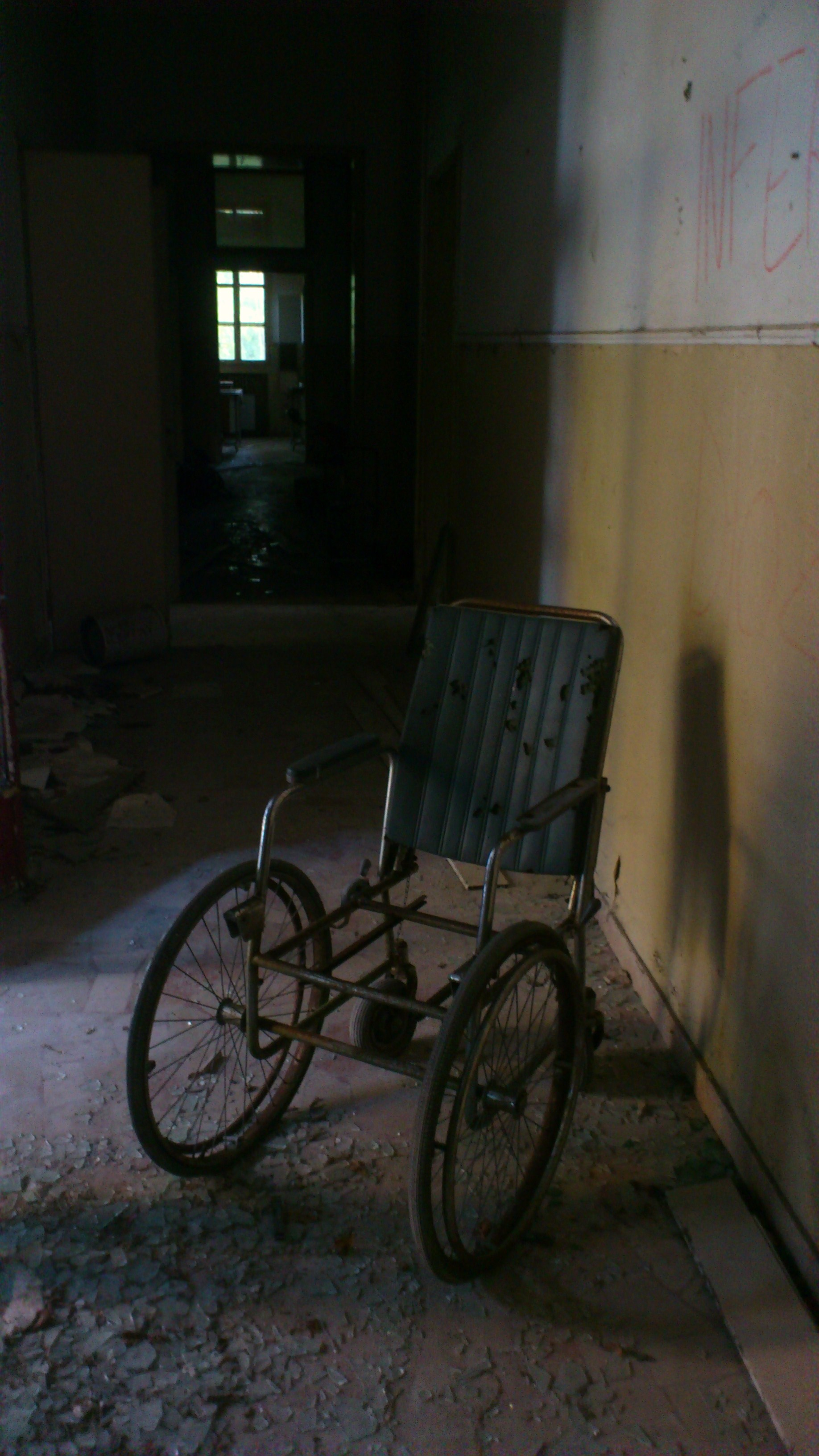
Interno struttura.

### 1965-1978
Dal 1965 vi fu la realizzazione di un esperimento: in un reparto maschile e in uno femminile gli alienati stessi gestivano il proprio reparto, nonostante vi fosse una minima sorveglianza, non percettibile dai ricoverati. Questa procedura portò vantaggi economici (si risparmiarono 17 milioni di lire all'anno) ma soprattutto anticipò le novità che saranno introdotte nella futura Legge Psichiatrica (Legge Basaglia). Dal 1978 però, per l'ospedale psichiatrico di Rovigo iniziò la decadenza, non furono più effettuati nuovi ricoveri e venne utilizzato solamente per i malati cronici. Inoltre ci fu una diminuzione degli alienati a causa del loro trasferimento e della chiusura del "Reparto Neurologico Aperto".

### La chiusura
Il 19 ottobre 1995 venne concordata la chiusura definitiva dell'ospedale psichiatrico. I pazienti vennero trasferiti in altri istituti; gli ultimi furono indirizzati alla comunità di Canalnuovo (14 giugno 1998). Tutte le funzioni dell'ospedale psichiatrico vennero sospese. Il 20 agosto 1998 fu proposto di realizzare un istituto di ricerca e di cura delle malattie oncologiche, ma non fu mai messo in atto.